# Ian Broudie
Ian Zachary Broudie (* 4. August 1958 in Liverpool, England) ist ein englischer Popmusiker und Musikproduzent.

Lightning Seeds, Eröffnungsfest Fußball-WM, 20. Juni 2006 in Hamburg

## Anfänge
Broudie startete seine Musikerkarriere 1977 als Mitglied der Punkband Big in Japan, der u. a. das spätere Frankie-Goes-to-Hollywood-Mitglied Holly Johnson angehörte. Nachdem die Band sich nach nur 15 Monaten wieder aufgelöst hatte, war Broudie als Musikproduzent tätig, u. a. für Echo & The Bunnymen und The Fall sowie The Bodines und The Pale Fountains.
Ab Ende 1979 spielte Broudie in der Formation The Original Mirrors, der auch der spätere Status-Quo-Schlagzeuger Pete Kircher angehörte. Die Original Mirrors lösten sich Ende 1981 wieder auf, nachdem die auf dem Major-Label Mercury Records veröffentlichten Aufnahmen ohne größeren Erfolg geblieben waren. 1983 gründete Broudie dann zusammen mit Paul Simpsons die Band Care. Care veröffentlichten drei Singles, lösten sich aber ebenfalls schon bald wieder auf.

## Durchbruch
Erst 1989 schaffte Ian Broudie musikalisch den Durchbruch: Das Album Cloudcuckooland seiner neuen Band The Lightning Seeds schaffte es in die britischen Charts. Die Singleauskopplung Pure erreichte Platz 16 der Hitparade.
1990 gab es noch ein Bandprojekt namens "The Wild Swans" mit Ian Broudie und Paul Simpson. Zusammen mit den beiden ehemaligen Mitgliedern von "The Icicle Works" Ian McNabb und Chris Sharrock wurde auf Sire Records das Album "Space Flowers" veröffentlicht.
Das Jahr 1996 bescherte den Lightning Seeds und Ian Broudie ihren größten Hit: Three Lions, die offizielle Hymne zur Fußball-Europameisterschaft 1996 in England. Der Song erreichte Platz 1 der britischen Charts. Sein Titel bezieht sich auf die drei Löwen, die auf den Trikots der englischen Fußballspieler abgebildet sind.

## Solo-Karriere
1999 sollte mit Tilt das letzte Album der Lightning Seeds erscheinen. Nach einer Abschiedstournee löste sich die Band auf. In den folgenden Jahren war Broudie wiederum als Produzent tätig, u. a. für Terry Hall und die Liverpooler Bands The Coral und The Zutons. Zuletzt produzierte er 2006 das Debütalbum der Londoner Independent-Band The Rifles.
Sein erstes Soloalbum – Tales Told – veröffentlichte Ian Broudie im Jahr 2004. Im Gegensatz zum poppigen Sound der Lightning-Seeds-Alben ist dieses Album ruhig und sparsam instrumentiert. 2005 erschien die E.P. Smoke Rings.
2009 erschien dann doch ein neues Album der Lightning Seeds Four Winds.

## Diskografie

### The Original Mirrors
- 1980: Original Mirrors
- 1981: Heart Twango and Raw Beat

### The Lightning Seeds
- 1989: Cloudcuckooland
- 1990: Pure
- 1992: Sense
- 1994: Jollification
- 1996: Three Lions
- 1996: Dizzy Heights
- 1997: Like You Do – The Best of The Lightning Seeds
- 1998: Three Lions '98
- 1999: Tilt
- 2009: Four Winds
- 2022: See You in the Stars

### The Wild Swans
- 1990: Space Flower

### Solo
- 2004: Tales Told
- 2005: Smoke Rings E.P.